# Psilocerea cuprea
Psilocerea cuprea là một loài bướm đêm trong họ Geometridae.